# Tranvia Catania-Acireale
La tranvia Catania–Acireale era una linea extraurbana a scartamento metrico, a trazione elettrica a corrente continua, che aveva lo scopo di collegare in maniera capillare le frazioni e i paesi del tratto costiero tra Catania e Acireale. Espletava anche il servizio urbano della città di Acireale lungo l'asse viario nord-sud.

## Storia

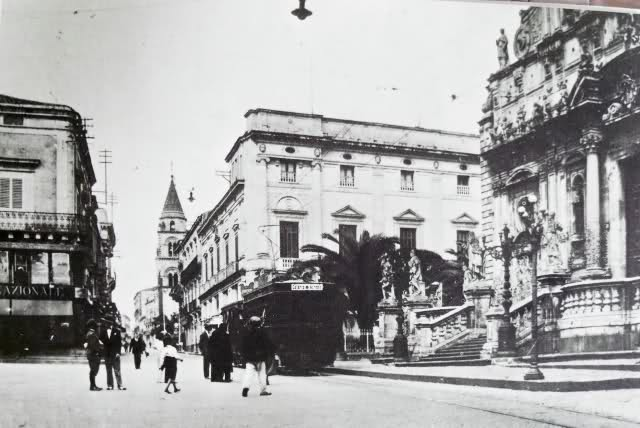
Convoglio tranviario proveniente da Catania in piazza Leonardo Vigo ad Acireale

Nonostante esistesse già dal 1867 un collegamento ferroviario tra Catania e Acireale le località intermedie costiere di Acicastello, Acitrezza e Capo Mulini non ne potevano usufruire a causa della distanza eccessiva della propria stazione. Venne pertanto progettata una tranvia con un percorso che attraversava direttamente le località interessate servendo anche alle esigenze della città di Acireale la cui stazione era stata costruita all'estremità meridionale dell'abitato.
La prima domanda di concessione venne presentata il 26 febbraio del 1907 dall'avvocato G. Lombardo Indelicato per conto di una società che all'uopo si sarebbe costituita. Detta concessione venne accordata, con regio decreto n. 1469 del 30 novembre 1911, solo dopo la convenzione stipulata il 10 novembre dello stesso anno tra il Ministero dei Lavori Pubblici, nella persona dell'ispettore generale dirigente l'ufficio speciale delle ferrovie e il legale rappresentante della Società anonima Galatea. La tranvia venne realizzata e inaugurata proprio alle soglie della prima guerra mondiale, il 10 febbraio del 1915.
Durante gli anni del conflitto ai figli dei soldati, alunni dell'istituto San Luigi di Acireale fu concesso, su interessamento dell'on. Pennisi di Santa Margherita, il biglietto di libera circolazione nella linea tramviaria Catania - Acireale.
La società anonima Galatea, costituitasi in Acireale, ebbe come amministratore l'avvocato Gabriello Carnazza, in seguito ministro dei lavori pubblici nel primo governo Mussolini.
Con l'avvento del traffico automobilistico e il calo di utenza, anche per il fatto che esisteva la linea abbastanza vicina delle FS con stazioni ad Acitrezza e Cannizzaro e fermate ad Aci Castello e Ognina non si ritenne più opportuno mantenerla in esercizio e venne soppressa nel 1934.

## Caratteristiche
| Unknown route-map component "uexKBHFa" |

| Unknown route-map component "uexHST" |

| Unknown route-map component "uexHST" |

| Unknown route-map component "uexHST" |

| Unknown route-map component "uexHST" |

| Unknown route-map component "uexHST" |

| Unknown route-map component "uexHST" |

| Unknown route-map component "uexHST" |

| Unknown route-map component "uexHST" |

| Unknown route-map component "uexHST" |

| Unknown route-map component "uexHST" |

| Unknown route-map component "uexHST" |

| Unknown route-map component "uexHST" |

| Unknown route-map component "uexHST" |

| Unknown route-map component "uexHST" |

| Unknown route-map component "uexHST" |

| Unknown route-map component "uexHST" |

| Unknown route-map component "CONTgq" | Unknown route-map component "uxmKRZo" | Unknown route-map component "CONTfq" |

| Unknown route-map component "uexHST" |

| Unknown route-map component "uexHST" |

| Unknown route-map component "uexHST" |

| Unknown route-map component "uexHST" |

| Unknown route-map component "uexKBHFe" |

L'armamento era costituito da un binario unico a scartamento metrico con rotaie tipo Phoenix nei tratti urbani e Vignoles nei tratti extraurbani. Il tratto urbano di Catania utilizzava il binario della Rete tranviaria di Catania dalla piazza del Duomo fino ad Ognina. La linea era dotata di alimentazione in corrente continua a 600 V.

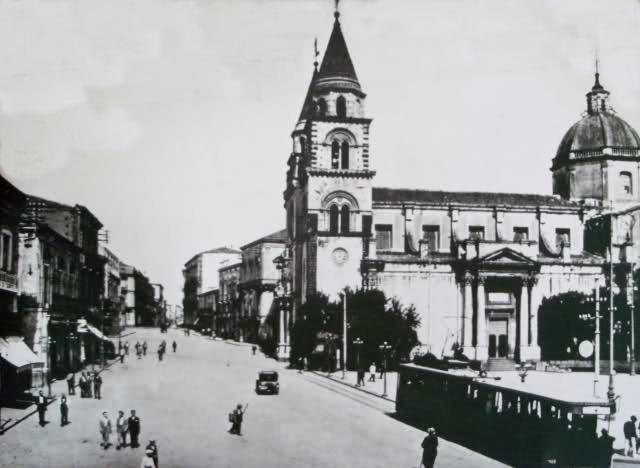
Tram in servizio in piazza Duomo ad Acireale

### Percorso

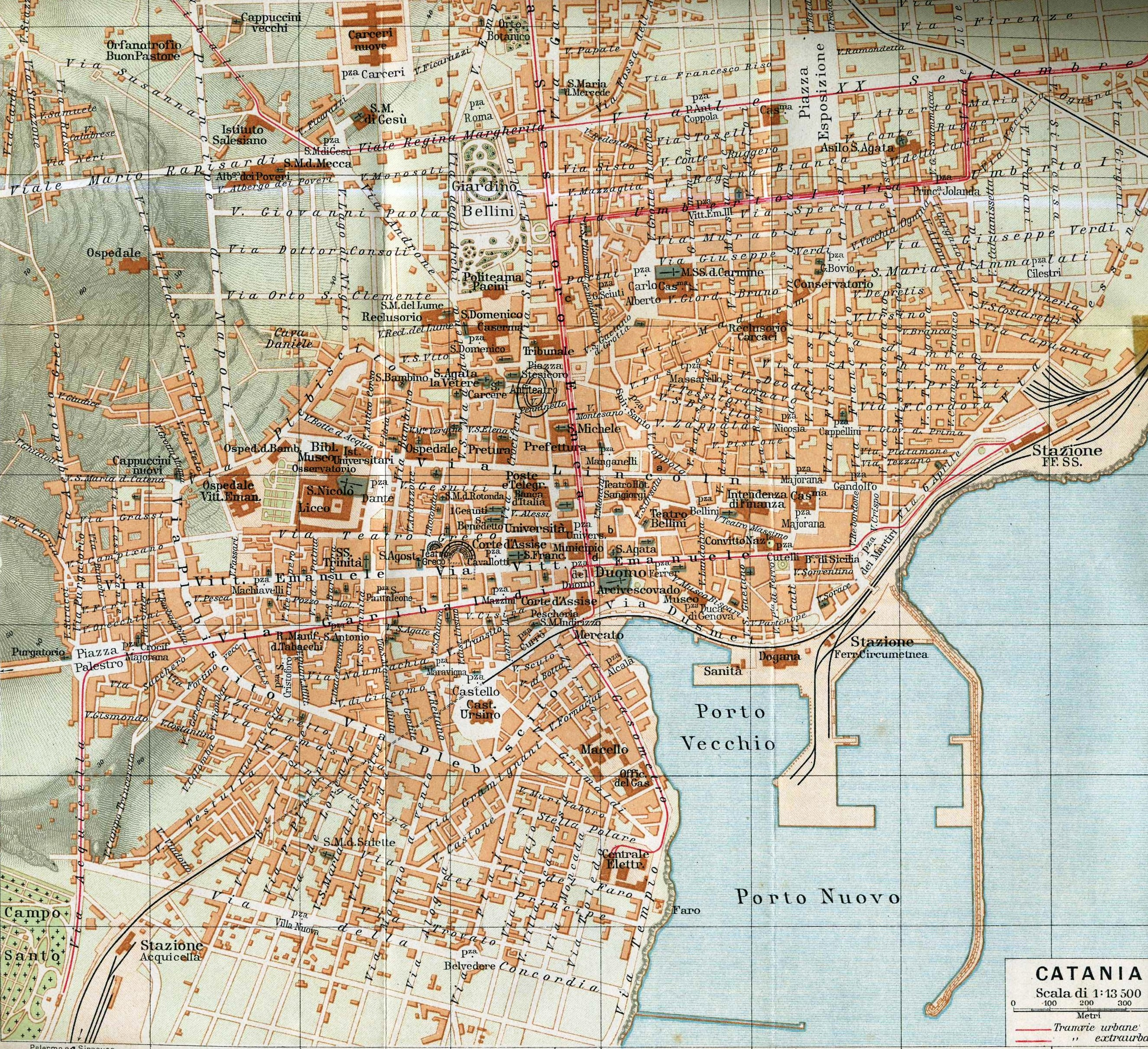
Percorso urbano della tranvia a Catania

Il tracciato percorso dal tram seguiva per un tratto abbondante il percorso della Strada statale 114 Orientale Sicula.
Esso aveva origine dalla piazza del Duomo di Catania, con capolinea accanto alla Cattedrale, percorreva poi la via Etnea fino all'altezza del Giardino Bellini, girava per Via Umberto I fino all'incrocio con il viale della Libertà che seguiva in direzione nord svoltando ad est sull'attuale corso Italia, fino a raggiungere la via Vecchia Ognina e la via Messina costeggiando a distanza il mare.
Dalla zona di Ognina iniziava ad inerpicarsi verso Cannizzaro tra la strada statale e la ferrovia per Messina che fiancheggiava fino all'uscita della stazione FS di Cannizzaro.
Il binario proseguiva poi in direzione di Aci Castello e Acitrezza, che venivano attraversate in lunghezza; la linea costeggiava la località di Capo mulini giungendo da sud-est a Santa Maria delle Grazie lungo la via nazionale per Catania.
Impegnata via delle Terme di Acireale e scavalcata la ferrovia si imboccava via Vittorio Emanuele II fino a piazza Vigo; da qui la tranvia percorreva la via Ruggero Settimo, attraversava piazza Duomo e proseguiva su corso Umberto I fino alla Villa comunale di Acireale.

## Traffico
La tranvia effettuava 22 coppie di corse giornaliere con la prima partenza da Catania (Piazza Duomo) alle ore 4:30 e da Acireale (Belvedere) alle ore 5:35. Le ultime corse, serali, partivano rispettivamente alle ore 20:15 e 21:55.